# إدوارد دبليو. سوندرز
إدوارد دبليو. سوندرز (بالإنجليزية: Edward W. Saunders)‏ هو محامي وقاضي وسياسي أمريكي، ولد في 20 أكتوبر 1860 في مقاطعة فرانكلين في الولايات المتحدة، وتوفي في 16 ديسمبر 1921 في الولايات المتحدة. حزبياً، نشط في الحزب الديمقراطي. وقد انتخب عضو مجلس نواب الولايات المتحدة عن ولاية فرجينيا وانتخب عضو مجلس النواب الأمريكي.